# 迈雷纳德拉尔哈拉费
37°20′23″N 6°03′45″W / 37.33973100000001°N 6.062624599999999°W
迈雷纳德拉尔哈拉费，是西班牙安达卢西亚自治区塞维利亚省的一个市镇。总面积18平方公里，总人口35833人（2001年），人口密度1991人/平方公里。